# Скворцово (Приморский край)
Скворцо́во — посёлок в Анучинском районе Приморского края. Входит в состав Виноградовского сельского поселения.

## География
Посёлок Скворцово стоит на левом берегу реки Арсеньевка.
Посёлок Скворцово расположен на автодороге, идущей на юг от автотрассы Осиновка — Рудная Пристань (между Нововарваровкой и Орловкой), расстояние до трассы около 45 км, до райцентра Анучино около 50 км.
К северу от Скворцово расположено посёлок Весёлый, к югу — Залесье Партизанского городского округа Приморского края.

## Население
| 2001 | 2002 | 2010 |
| ---- | ---- | ---- |
| 80   | ↘41  | ↘19  |

## Улицы
В селе имеется одна улица: ул. Лесная.

## Экономика
- Сельскохозяйственные предприятия Анучинского района.
- Предприятия, занимающиеся заготовкой леса.